# HPNA
HPNA (Home Phoneline Network Alliance), também conhecido por HomePNA, é um padrão de rede que possibilita a transmissão de dados, voz e imagem usando um cabo coaxial ou par metálico.

## Histórico
Foi criado na década 90, para interligar rede de computador usando o padrão de fios telefônicos com transmissão de 1Mbps. Em sua mais recente versão, HPNA 3.1, sua velocidade pode chegar a 256 Mbps. Com isso, usando cabo coaxial, pode ser transmitido dados e TV a cabo ao mesmo tempo.
O nome veio da Aliança de Rede por Linha Telefônica, uma associação de mais de 150 empresas de telecomunicações

## Características
Ela é muito usada em condomínios pois pode aproveitar os cabos coaxiais das antenas de tv para transmitir dados provendo internet.
HomePNA 2.0 foi aprovada pelo ITU pelas normas G.9951, G.9952 e G.9953.
HomePNA 3.0 foi aprovado pelo ITU pela norma G.9954 em fevereiro de 2005 com velocidade de até 128 Mbps – 4 a 20MHz;
HomePNA 3.1 foi aprovado pelo ITU pela norma G.9954 em janeiro de 2007 com velocidade de até 256 Mbps – 12 a 44MHz.